# 안판석
안판석(安判碩, 1961년 11월 11일 - )은 대한민국의 연출가, 영화 감독이다. 세종대학교 영어영문학과를 졸업하였다.

## 학력
- 세종대학교 영어영문학과 학사

## 경력
- 1987년 ~ 2003년 : MBC 드라마본부 프로듀서
- 2007년 5월 : 드라마하우스 공동대표
- MBC 드라마본부 CP3 차장대우
- MBC 드라마본부 CP3 차장
- 2012년 : JTBC 프로듀서
- 제이에스픽쳐스 프로듀서

## 생애
1987년 MBC 드라마본부의 프로듀서로 입사한 후, 《댕기동자》, 《전원일기》, 《고개숙인 남자》의 조연출을 거쳐 MBC 베스트극장 《사랑의 인사》로 연출계에 데뷔하였다. 이후 《짝》, 《장미와 콩나물》, 《아줌마》, 《현정아 사랑해》 등을 대거 연출하였다. 2003년에는 MBC에 사표를 낸 후, SBS에서 《흥부네 박터졌네》를 선보이며 프리랜서 연출가로의 행보를 시작하였다. 2006년에는 《국경의 남쪽》을 통해 영화 감독으로도 데뷔하였으나, 흥행에는 실패했다.
2007년에는 야마사키 도요코의 소설을 원작으로 한 《하얀거탑》을 연출하였다. 이 작품은 병원 내 권력 암투를 특유의 선 굵은 연출로 그려내어 장르 드라마의 새 지평을 열었다는 평가를 받으며 제43회 백상예술대상 연출상 수상의 영예를 안았다.
2012년 그는 종합편성채널 JTBC로 자리를 옮겨, 《아내의 자격》을 선보였다. 《아내의 자격》은 대치동 사람들의 사교육 열풍의 현실을 사회 풍자적인 묘사로 사실감 있게 그려냈다는 평을 받으며, 최종회 시청률이 4%를 넘는 등 큰 인기를 얻어 당시 신생 방송사였던 JTBC가 자리를 잡는 데 큰 역할을 했다. 2013년에는 《세계의 끝》을 연출하여 드라마로서는 이례적인 재난물을 선보였다. 이 작품은 특유의 디테일과 개연성을 살린 연출과 관료 시스템의 부조리를 비판한 메시지는 호평받았으나, 시청률 측면에선, 부진하여 조기 종영되었다.

## 작품 활동

### 드라마
- 1989년 MBC 어린이 드라마 《댕기동자》
- 1990년 MBC 신년특집 2부작 드라마 《내친구 천사》
- 1991년 MBC 주말 특별기획 드라마 《고개숙인 남자》
- 1994년 KBS2 화요 특별기획 드라마 《사랑의 인사》
- 1994년 MBC 단막극 《베스트극장 - 이종범 아저씨께》
- 1994년 MBC 단막극 《베스트극장 - 녹천에는 그가 산다》
- 1994년 MBC 단막극 《베스트극장 - 엄마는 그 남자를 사랑했을까》
- 1997년 MBC 단막극 《베스트극장 - 2호선 플랫폼에서》
- 1997년 MBC 주말연속극 《예스터데이》
- 1994년 ~ 1998년 MBC 일요 아침드라마 《짝》
- 1998년 MBC 단막극 《베스트극장 - 지하철 치한에 관한 보고서》
- 1998년 MBC 단막극 《베스트극장 - 왕과 나》
- 1998년 MBC 단막극 《베스트극장 - 내 짝꿍 박순정》
- 1998년 MBC 8부작 옴니버스 드라마 《적과의 동거 - 곰과 여우》
- 1999년 MBC 주말연속극 《장미와 콩나물》
- 2000년 MBC 주말연속극 《눈으로 말해요》
- 2000년 ~ 2001년 MBC 월화 특별기획 드라마 《아줌마》
- 2002년 MBC 월화드라마 《현정아 사랑해》
- 2003년 ~ 2004년 SBS 저녁 일일연속극 《흥부네 박터졌네》
- 2007년 MBC 주말 특별기획 드라마 《하얀거탑》
- 2012년 JTBC 수목드라마 《아내의 자격》
- 2013년 JTBC 주말 특별기획 드라마 《세계의 끝》
- 2014년 JTBC 월화드라마 《밀회》
- 2015년 SBS 월화 특별기획 드라마 《풍문으로 들었소》
- 2018년 JTBC 금토드라마 《밥 잘 사주는 예쁜 누나》
- 2019년 MBC 수목드라마 《봄밤》
- 2024년 tvN 토일드라마 《졸업》
- 2025년 JTBC 토일드라마 《협상의 기술》

### 영화
- 2006년 《국경의 남쪽》

## 수상 경력
- 2014년 제50회 백상예술대상 TV부문 연출상 (밀회)
- 2007년 제43회 백상예술대상 TV부문 연출상 (하얀거탑)